# Dom Pérignon
Pierre Pérignon (řečený Dom Pérignon, prosinec 1638 Sainte-Menehould – 14. září 1715 opatství Saint-Pierre d'Hautvillers u Épernay) byl francouzský římskokatolický mnich, současník krále Ludvíka XIV. Je znám pro objev skladování šampaňského vína. Je po něm pojmenována známá značka šampaňského.

## Život
Pierre se narodil v prosinci 1638 v Sainte-Menehould v bývalé provincii Champagne, ve Francii. Pokřtěn byl 4. ledna 1639. Ve věku 17 let vstoupil do benediktinského řádu a stal se mnichem v opatství Saint-Vanne u Verdunu.
V roce 1668 byl přeložen do opatství Saint-Pierre d'Hautvillers. Byl ustanoven sklepmistrem kláštera, který produkoval víno. Pod jeho vedením se klášterní produkce zdvojnásobila. Problémem v 17. století bylo, že uskladněné víno často explodovalo. Vlivem dobové neznalosti vztahu cukru a procesu kvašení byly exploze lahví s vínem častým jevem. Pierre po ochutnávce takto vybuchlého vína pronesl, že pije hvězdy. Ačkoli bylo šumivé víno známo již v 16. století, Pierre začal užívat klasické korky a silnostěnné lahve, a proto bylo možné skladovat lahve se šumivým vínem déle, aniž by vybuchly. Dom Pérignon zemřel v září 1715.